# 譚家浚
譚家浚（1991年—），筆名華倫，香港演員、填詞人、編劇、大學講師、學者、香港民主派人士，曾任香港葵青區議會安灝選區議員、香港浸會大學學生會評議會主席。

## 期刊論文
- 〈從慶祝香港回歸紀念歌曲《始終有你》（2007）到《前》（2022） - 符號中「香港」想像的變化〉,《文化研究學刊》第183期，2023年.
- 〈在本土思潮的香港：以《2020 許冠傑同舟共濟 Online Concert》分析許冠傑在 2020 香港的時代意義〉,《文化研究@嶺南》，嶺南大學，2020年12月。
- 〈賽馬作為統治殖民手段： 由被統治者的接受與反抗所演變成的香港賽馬文化〉，《The 16th Annual MCS Symposium》，2020年5月。

## 演出

### 舞台劇
- 2023年：《清明上河圖》編劇
- 2023年：《審判秦始皇》編劇
- 2023年：《19:29》導演/編劇
- 2023年：《SAN聚．有語無雲》演員
- 2022年：《古里吾島的氣候危機》導演/演員
- 2022年：《25CM》演員
- 2005年：《娛樂圈大亂事》演員

### 短片/網劇
- 2022年：《傷愛2》導演
- 2022年：《逐影》演員
- 2022年：《布達．佩斯》演員
- 2022年：《禁毒有嘻哈》演員/製片
- 2022年：《廣東歌詞關注組》演員
- 2015年：香港浸會大學電影學院畢業作品《藍色公路》製片
- 2014年：《柔道聖誕2》演員
- 2013年：《公開試！愛。》演員
- 2013年：《幸福教育》演員

### 電台節目
- 2019年：香港電台《文學相對論 - 外國文學》
- 2018年：香港電台《文學相對論 - 愛情世界》

### 演唱會
- 2023年：MC Music 10週年呈獻《「造星」演唱會》歌手
- 2022年：One Promise《semicolon; music live》文字創作

## 填詞作品

### 2024年
- MIS - 《木偶再遇記》
- MIS - 《我就是哈比》
- 羅卓菲 - 再見再見（舞台劇《喂！再見。》主題曲）

### 2023年
- Tszching - 19:29（舞台劇《1929》主題曲）

### 2022年
- 林晴恩、譚詩雅 - 世一廣東歌（短片《廣東歌詞關注組》主題曲）

## 政治經歷

### 大學生涯
譚家浚畢業於香港浸會大學人文學系，在學期間曾任文學院學生會外務副會長、香港浸會大學學生會評議會主席、教務議會民選議員，曾參與國教學運、李惠利地皮事件、校長遴選事件等，並於時事全方位等政評節目，與當區區議員作政策辯論。

### 社會生涯
參選2019年區議會選舉前，譚家浚曾任香港立法會新界西地區直選議員郭家麒議員助理、公民黨地區發展主任及葵青區議會增選委員。

### 參選2019年區議會選舉
2019年區議會選舉， 公民黨成員譚家浚參選安灝選區，對手分別是 經民聯時任議員譚惠珍、背景不明的吳家輝及蘇智誠爭奪。譚惠珍於2018年捲入葵青區議會撥款醜聞，被揭發推薦與自己有聯繫的組織申請撥款，涉事款項超過200萬元，得票仍增長約600票。最終，譚家浚以超過2,000票大比數擊敗，譚家浚同時是本屆選舉在葵青區得票最高的候選人。另外毗鄰的青發及長安選區，分別由 民主黨成員劉子傑及民主動力推薦的張文龍勝出，民主派收復青衣北三個議席，結束親建制派12年的全面壟斷。
| 政党   | 政党   | 候选人    | 票数  | %     | ±      |
| ------ | ------ | --------- | ----- | ----- | ------ |
|        | 經民聯 | ①. 譚惠珍 | 3,620 | 38.22 | -14.89 |
|        | 公民黨 | ②. 譚家浚 | 5,642 | 59.57 | 不適用 |
|        | 獨立   | ③. 吳家輝 | 59    | 0.62  | 不適用 |
|        | 獨立   | ④. 蘇智誠 | 151   | 1.59  | 不適用 |
| 多数票 | 多数票 | 多数票    | 2022  | 21.35 | 不適用 |

### 性小眾平權工作
譚家浚一直堅持為小眾發聲，堅持為較少政治人物注意的社群努力，專注在幾乎沒有鎂光燈的議題中，包括：性別承認法、性傾向歧視條例、愛滋病教育等。
擔任立法會議員郭家麒助理期間，譚家浚致力推動性小眾平權工作，包括：參與《性別承認法》的諮詢工作、推動愛滋病政策發展（推廣暴露前預防用藥及U=U）、籌辦世界愛滋病日活動等。
2017年，於《性別承認法》諮詢期間，譚家浚多次撰文及電台訪問解釋有關法律的諮詢，及表達其立場，被大量反同團體抨擊。
擔任區議員期間，即使其他議員反對及不活躍，仍多次於不同地區議題討論提供性小眾平權建議，包括：無性別廁所，以及推動通過葵青區議會支持香港同志遊行。

### 退出公民黨
譚家浚在2020年12月11日晚上宣布自己及另一公民黨成員冼豪輝即日起正式退出公民黨。

### 跟進社運被捕人士及在囚議員工作
譚家浚辭任議員後，仍積極跟進不同社運被捕年輕人的個案，以及為被捕議員作支援工作，但同時部分辭任或已宣誓議員拒絕提供任何協助。

### 旗下公司生意風波
2021年香港立法會選舉期間，譚家浚、民主黨中委劉子傑及其他友人旗下公司，承接候選人新思維狄志遠的選舉網上設計及宣傳工作，譚回覆傳媒查詢時表示指「純粹商業決定」。
譚表示因選舉開支屬公開文件，並無隱瞞旗下公司所承接狄選舉網上設計及宣傳工作，好比其他當紅藝人承接藍店代言工作，批評有心人純為網上熱度。翻查紀錄，選舉期間，譚從未公開支持任何候選人、簽署任何支持同意書或呼籲投票。自此，譚淡出政壇，專注過往的學術工作與創作工作。